# René Marquès
René Marquès (Perpinyà, 17 de gener del 1923 - Cabestany, 1 d'agost del 2013) va ser un metge i polític nord-català, alcalde i ex-senador.

## Biografia
Era fill del director de l'hospital de Perpinyà, que volia que fos metge militar. Estudià la carrera de medicina a Tolosa el 1940, durant la Segona Guerra Mundial. En produir-se els desembarcaments de Provença, la 1a Divisió blindada de la França Lliure demanà reforços per al seu batalló mèdic, en Marquès s'hi allistà al setembre del 1944, i hi romangué fins al 31 de desembre del 1945. Acabada la contesa, reprengué els seus estudis, fins a graduar-se a Tolosa el 1947. A l'any següent s'estabí a Sant Llorenç de la Salanca, on obrí un consultori mèdic que assoliria un gran nivell professional, i que li permeté de tractar els llorençans durant més de quaranta anys. En paral·lel, va ser batlle de la població del 1983 al març del 2001.
Fou conseller general del cantó de Sant Llorenç de la Salanca del 1973 fins al 2004, i presidí el Consell General dels Pirineus Orientals del 1987 al 1998, així com el Consell d'Arquitectura, Urbanisme i Medi Ambient dels Pirineus Orientals (1988-1999). Va ser elegit senador per aquest mateix departament al 27 de setembre del 1992, i retingué l'escó fins al 30 de setembre del 2001, quan s'acabà la legislatura corresponent i no es presentà a la reelecció.
Sant Llorenç de la Salanca li dedicà el carrer "Docteur René Marquès".